# Faat Zakirov
Faat Zakirov (Russisch: Фаат Закиров) (Andizan, 3 januari 1974) is een voormalig Russisch wielrenner. Hij was professional van 1996 tot en met 2002. Zakirov nam in 2002 deel aan de Ronde van Italië, die begon in Groningen. Net als de Italiaan Roberto Sgambelluri werd hij na de vijfde etappe, op 11 mei 2002, betrapt op het gebruik van aranesp, een middel bedoeld om het gebruik van epo te maskeren. Zakirov werd voor een jaar geschorst door de UCI.

## Erelijst
1999
- 2e etappe Ronde van Macedonië
- 4e etappe Ronde van Macedonië
- 6e etappe Ronde van Macedonië
- Eindklassement Ronde van Macedonië

2000
- 1e etappe Ronde van Macedonië
- 3e etappe Ronde van Macedonië
- 6e etappe Ronde van Macedonië
- Eindklassement Ronde van Macedonië

2001
- 3e etappe Ronde van Slovenië
- 6e etappe Ronde van Slovenië
- Eind- en puntenklassement Ronde van Slovenië